# Fabi Marques
Fabi Marques é uma colorista e podcaster brasileira.

## Biografia
Fabi Marques trabalha como colorista principalmente no mercado norte-americano, tendo atuado em editoras de quadrinhos como Mad Cave e Panini, assim como para estúdios de video games como Ubisoft e Dauntless.
No Brasil, foi colorista de obras como Apagão: Fruto Proibido (Draco), Eu Sou Lume (Universo Guará) e Anne de Green Gables (Ciranda Cultural), esta última uma adaptação do livro homônimo que também foi inspiração para a série de TV Anne with an E.
Além de tabalhar como colorista, Fabi também criou, junto com Bruna Roberta e Jessica Gomes, o podcast 1001 Crimes, que apresenta casos famosos de assassinatos. O programa é atualizado às quartas e sextas e é exclusivo do Spotify.
Em 2021, Fabi Marques foi convidada pela DC Comics para participar da edição especial Batman: The World. O livro, de 184, apresentou histórias do personagem Batman ambientadas em 14 diferentes países, cada uma produzida por uma equipe de artistas locais. Além de Fabi, a equipe brasileira foi formada por Carlos Estefan (roteiro) e Pedro Mauro (arte).

## Prêmios e indicações
Fabi Marques foi finalista do Prêmio Angelo Agostini de melhor colorista em 2019 e 2021, tendo ganho o prêmio nesta categoria e também em melhor lançamento na edição de 2022 por seu trabalho em Apagão: Fruto Proibido. Também foi finalista do Troféu HQ Mix de melhor colorista em 2021, também por Apagão.